# Solist
En solist er den person der klart er i centrum ved en musikalsk begivenhed.
Inden for klassisk musik er der ofte tale om en koncert skrevet for et solistinstrument og orkester, hvor solisten har den dominerende melodiske stemme det meste af stykket og akkompagneres af eksempelvis et symfoniorkester. Der kan også være tale om et koncertprogram, hvor der er flere forskellige solister, som enten spiller/synger alene eller akkompagneres af fx et klaver eller en lille gruppe instrumenter.
| Musik | Spire Denne musikartikel er en spire som bør udbygges. Du er velkommen til at hjælpe Wikipedia ved at udvide den. |